# NOLR-5
NOLR-5は、海上自衛隊の電波探知装置（ESM）。メーカーは日本電気。また発展型のNOLR-6についても本項で述べる。

## NOLR-5
海上自衛隊は、第1次防衛力整備計画の2年目にあたる昭和34年度でアメリカ海軍からAN/BLR-1電波探知装置を入手したのち、これに相当する国産機としてNOLR-1を開発、いすず型（34DE）より装備化したものの、オペレータサイドからはAN/BLR-1のほうが好評だった。また昭和39年度からは改良型のNOLR-1Bが装備化されたが、同機では電子管や主要回路なども安定し、部隊使用に耐える信頼性を実現して、第3次防衛力整備計画末にあたる昭和45年度計画艦まで搭載された。
その後、1968年頃より、ちくご型（42DE）に搭載する電波探知装置の機種選定作業が提起された。NOLR-1Bでは、同調方式としてはAN/BLR-1と同様に機械式の共振空洞（Tuned Cavity）方式を用いていたが、これは重厚長大かつ精密な機械装置を要することから、既に陳腐化していた。しかしその代わりとなる方式の検討が難航したことから、しばらくは在庫充当でAN/BLR-1が搭載されていた。
この検討を経て開発されたのがNOLR-5であった。当時は半導体素子化の過渡期であったことから、YIGフィルタ同調素子を採用して、増幅器などは極力固体化されたが、高周波帯には進行波管を使用せざるを得なかった。ただしこのように固体化を図ったことや、信号処理・表示などに積極的にデジタル技術を適用して、発光ダイオードなどで操作を分かりやすくしたことから、オペレーターには好評であった。同機は昭和45年度計画で建造された「いわせ」「ちとせ」に初装備された。またちくご型では、後に第2マスト頂部に方向探知アンテナ・ドーム1基を増設して、機能強化を図った。

## NOLR-6
DD向けとして、NOLR-5と同じ手法で開発されたのがNOLR-6であった。NOLR-5よりも周波数帯を拡大したほか、無線通信で使用する周波数帯における方向探知機能が付加されており、「たちかぜ」（46DDG）を端緒として、52年度計画まで7年間にわたって製造された。
また昭和53年度からは、電波妨害装置（ECM）との連接機能を付加したNOLR-6Bが調達されるようになり、「はつゆき」（52DD）より搭載された。また昭和55年度からは、分析系と方探系の機能を分離したNOLR-6Cが調達されるようになり、「さわゆき」（54DD）より搭載された。
この時期には対艦ミサイル防御（ASMD）が重視されるようになっており、パルス繰返周波数 (PRF) の測定誤差が問題となった。対艦ミサイルのシーカーで頻用されるXバンドは軍民の航海用レーダーでも広く用いられる周波数であるため、両者を区別するためにPRFを迅速に測定する必要があったが、NOLR-1では機械掃引式で測定していたものをNOLR-6では電子掃引式に変更したことで多少改善したとはいえ、依然として測定誤差が大きく、正確な値を得るためにはかなりの時間が必要であった。この問題に対し、米海軍がAN/BLR-1に付加装置を設けてPRFを短時間で測定していることに範をとって、海上訓練指導隊群司令部の電子戦研究班では、NOLR-6に連接するためのアナログ式の付加装置を開発し、防衛技術奨励賞を受賞したものの、まもなくデジタル式で国産のミサイル警報装置（OLR-9）が装備されたために、アナログ式付加装置は装備化されなかった。